# Szentjánoskenyérfa

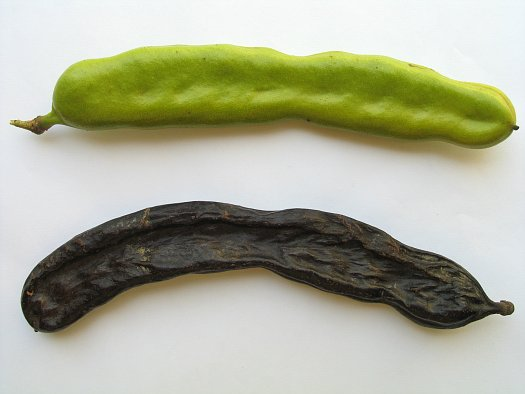
Termése a szentjánoskenyér (felül éretlenül, alul éretten)

A szentjánoskenyérfa (Ceratonia siliqua) a hüvelyesek rendjébe, a pillangósvirágúak családjába tartozó fás szárú növényfaj. Kétlaki növény, azaz hím ivarú és női ivarú virágai külön példányokon nőnek. Korábban nemzetségének (Ceratonia) egyetlen fajaként ismerték. Sokoldalúan felhasználható növény. Termése a szentjánoskenyér, amely éretten emberi és állati fogyasztásra egyaránt alkalmas.
Magyar neve arra utal, hogy a legenda szerint Keresztelő Szent János a sivatagban a fa érett termésével táplálkozott.

## Elterjedése
A Mediterráneum keleti felében és a Közel-Keleten honos. Keleten már az időszámításunk kezdete előtt termesztésbe vonták, termesztési területe csak később az arabok közvetítésével nőtt tovább. Manapság a Földközi-tenger medencéjében mindenütt előfordul, gyakran teraszossá alakított földterületeken művelik.
A meleg mérsékelt övön belül a mediterrán éghajlatú területeken fordul elő, azok legszárazabbjain is megél. A száraz, meszes talajokat kedveli.

## Alaki jellemzői
Többnyire kisebb méretű fa vagy szétterülő cserje, legfeljebb 10 m-es, de ritkán akár a 20 m-es magasságot is elérheti. Lombkoronája kúpos, lombozata nagyon sűrű. A párosan szárnyasan összetett levelei 6-10 bőrszerű, kemény tapintású, fényes levélkéből állnak. A levélkék kerekdedek, röviden tojásdadok, szélük kissé kanyargós. Mind a hím, mind a női ivarú virágai sziromtalanok, kicsik, vöröses színűek és fürtvirágzatokba tömörülnek, amelyek közvetlenül az ágakon nőve (kauliflória) jelennek meg ősszel. A hím ivarú virágok ötporzósak, a női ivarú virágok egytermősek, s rendszerint külön példányokon fordulnak elő. Az éretten sötétbarna színű, mintegy 10–25 cm hosszú, 3–6 cm széles és 1–3 cm vastag hüvelytermése a szentjánoskenyér, amelyben 8-12 mag ágyazódik a termésfal húsos részébe. A magvak laposak, fényesek, vörösesbarna színűek. A termések sokáig az ágon maradnak.

## Biológiai jellemzői
Örökzöld növény. Nagyon lassan növekszik, de több száz évig él. Csak 20 éves kora körül kezd teremni. Termése éretlenül mérgező.

## Kémiai jellemzői
A szentjánoskenyér termésfalában mintegy 30–70% szacharóz, 1–2% pektin, 2–3% nyálka, cseranyagok és a sajátos szagot, ízt adó izovajsav található. A magvak kb. 90% galaktomannán nyálkaanyagokat (karubint) tartalmaznak.

## Felhasználása

### Élelmiszernövény
Húsos hüvelytermése, a szentjánoskenyér éretten édes (cukros), emberi fogyasztásra is alkalmas, nyersen és pirítva egyaránt fogyasztható.
A magok endospermiumából nyert szentjánoskenyér-liszt E410 jelzésű ételsűrítő-anyag, tejtermékek és péksütemények stabilizátora. A dietetikában a szentjánoskenyér-liszt kipréselt sűrű levét súlycsökkentő étrendekben – a napraforgó-fehérjével és a rizskeményítővel együtt – étrendkiegészítőként alkalmazzák.
A szentjánoskenyér héjának őrleményéből erjesztett italokat, kávépótszert készítenek.
A termés válaszfalnak levéből szirupot készítenek.

### Takarmánynövény
A szentjánoskenyeret állatok takarmányozásában is felhasználják.

### Gyógynövény
A gyógynövényi drog a növény szárított termése (Ceratoniae fructus) és magja (Ceratoniae semen).
A szentjánoskenyér-liszt hasmenésgátló, gyomorgyulladás ellen ajánlott és védi a beleket az izgató anyagoktól. Nyálkaanyaga, a magbelső kipréselt leve sűrítő tulajdonságú és hányás ellen hatásos (csecsemőknek és terhes nőknek is), nem emészthető, ugyanakkor csökkenti az éhségérzetet.
A szentjánoskenyérfa alapú készítményeknek mindezidáig semmilyen káros vagy mérgező hatása nem ismert. Túladagolás esetén azonban bélelzáródás következhet be.

### Könnyű- és szépségipari növény
Fája kemény, fényes, vöröses, az idősebb példányoké belül borvörös színű: faberakásoknál, kerékgyártásnál használták. A nedves környezetet nem bírja, ott könnyen korhad.
Mézgáját magas dextrintartalma miatt a papírgyártásban használják.
Kérge és levele bőrcserzésre alkalmazható.
A szentjánoskenyeret a kozmetikaiparban is felhasználják.

### Egyéb felhasználás
A nagy pontossággal egyforma tömegű magvai egykor a karát súlyegységei voltak (1 mag ~ 1 karát), drágaköveket (pl. gyémántot) és aranyat is mértek vele.
A Mediterráneumban a szárazabb területeken gyakran ültetik utcába sorfaként, ami annak is köszönhető, hogy sűrű lombozata mély árnyékot vet.

## Képek

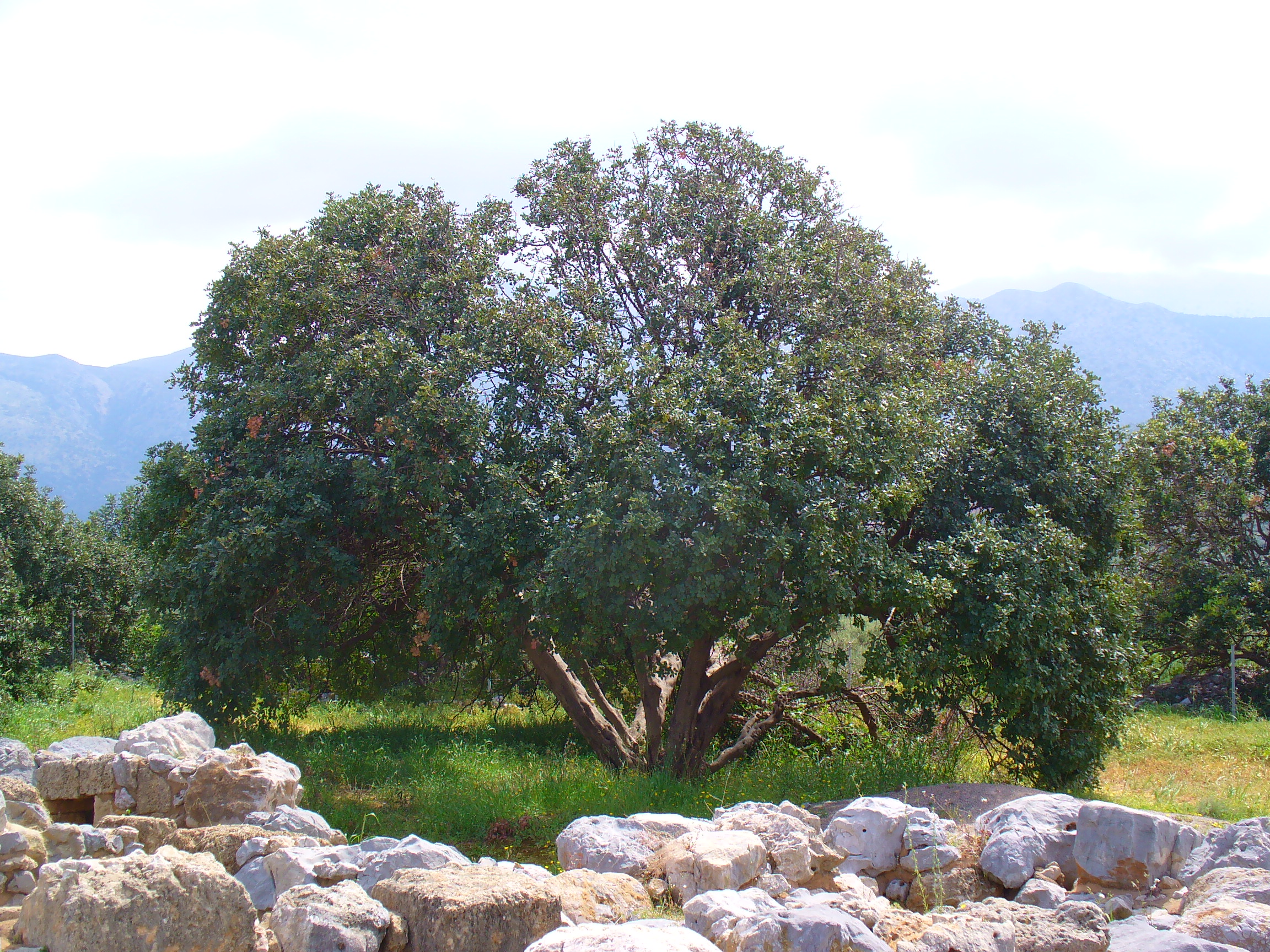
Példány Kréta szigetén
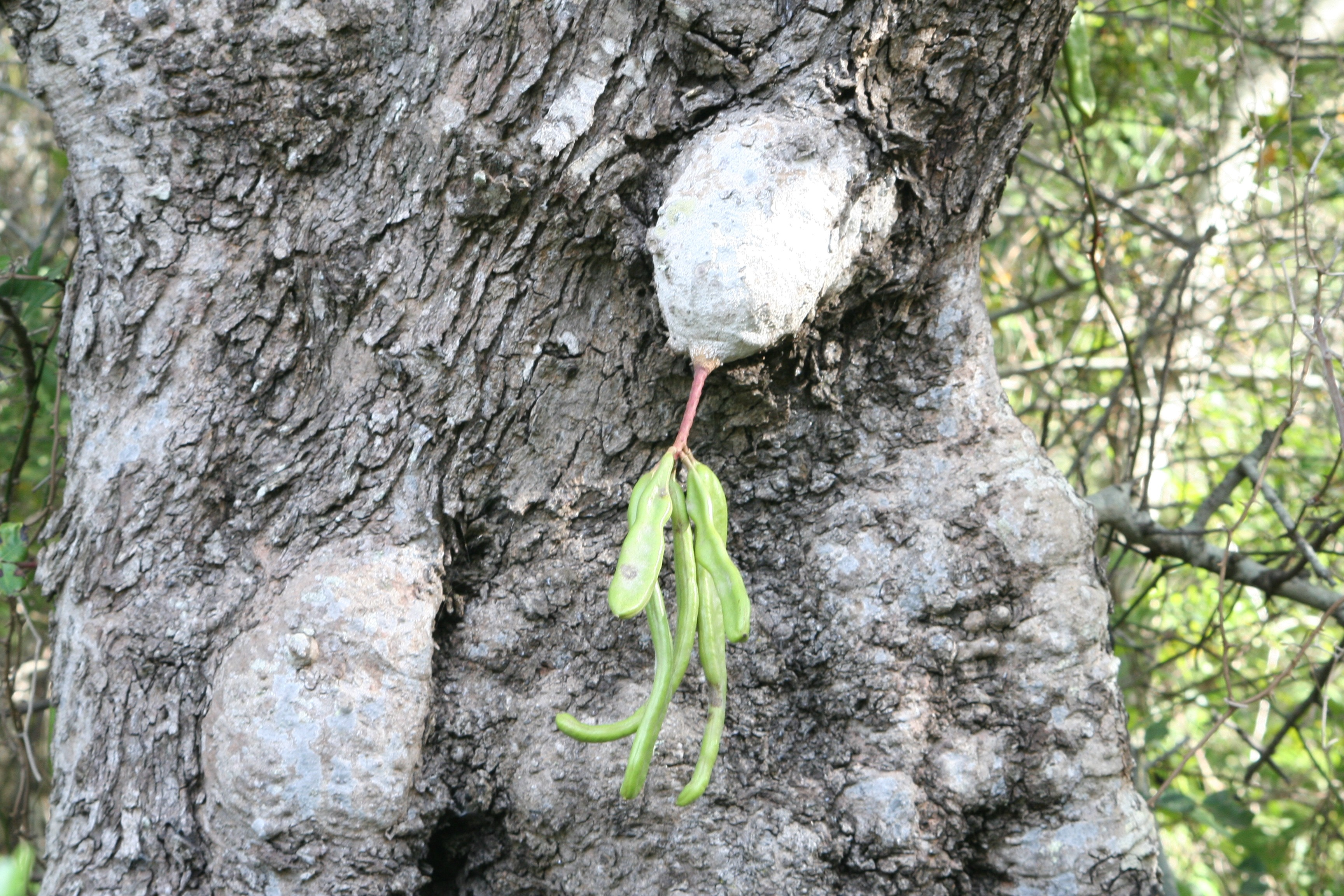
Portugáliai idős példány kérge és termései
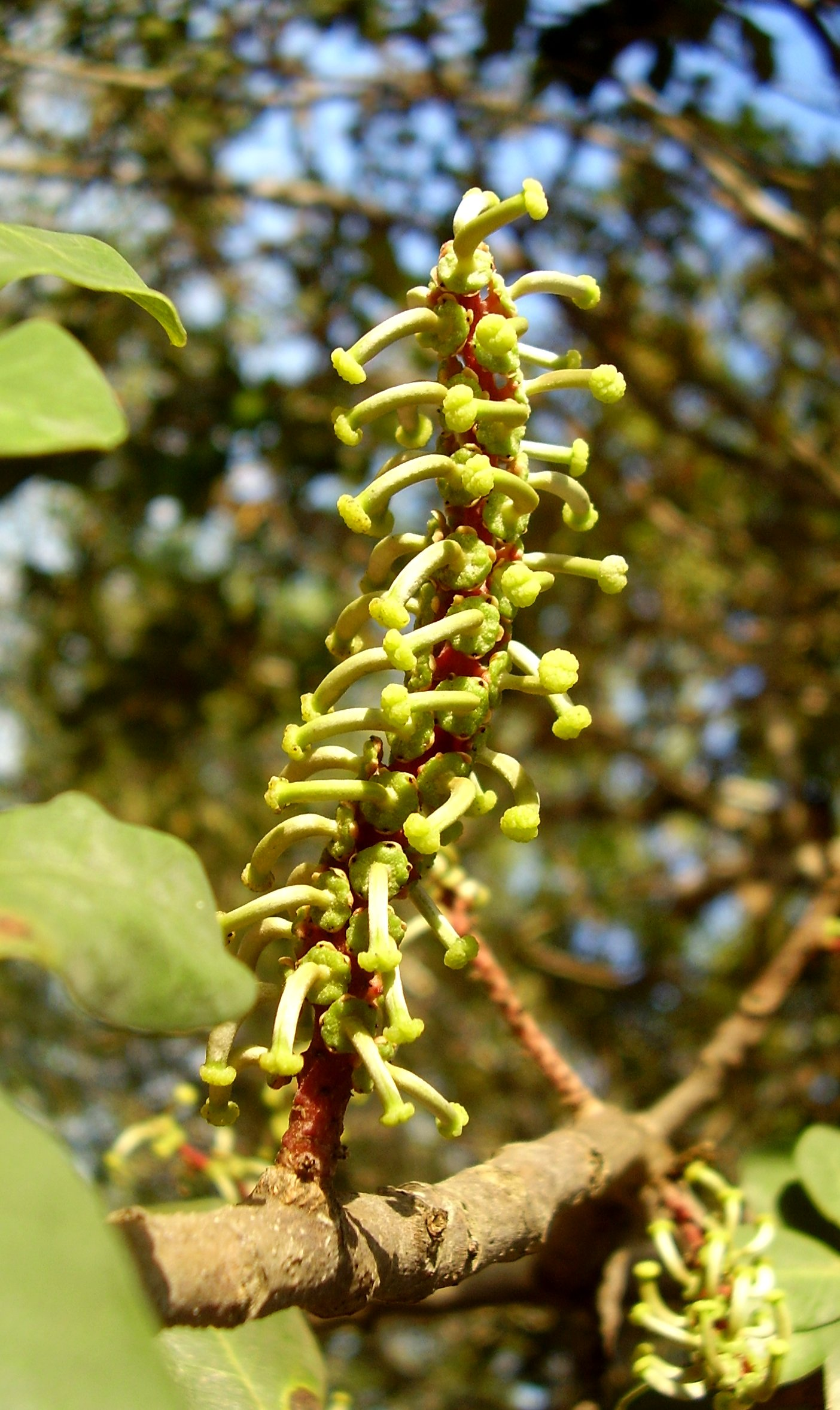
Női ivarú virágzata (Izrael)
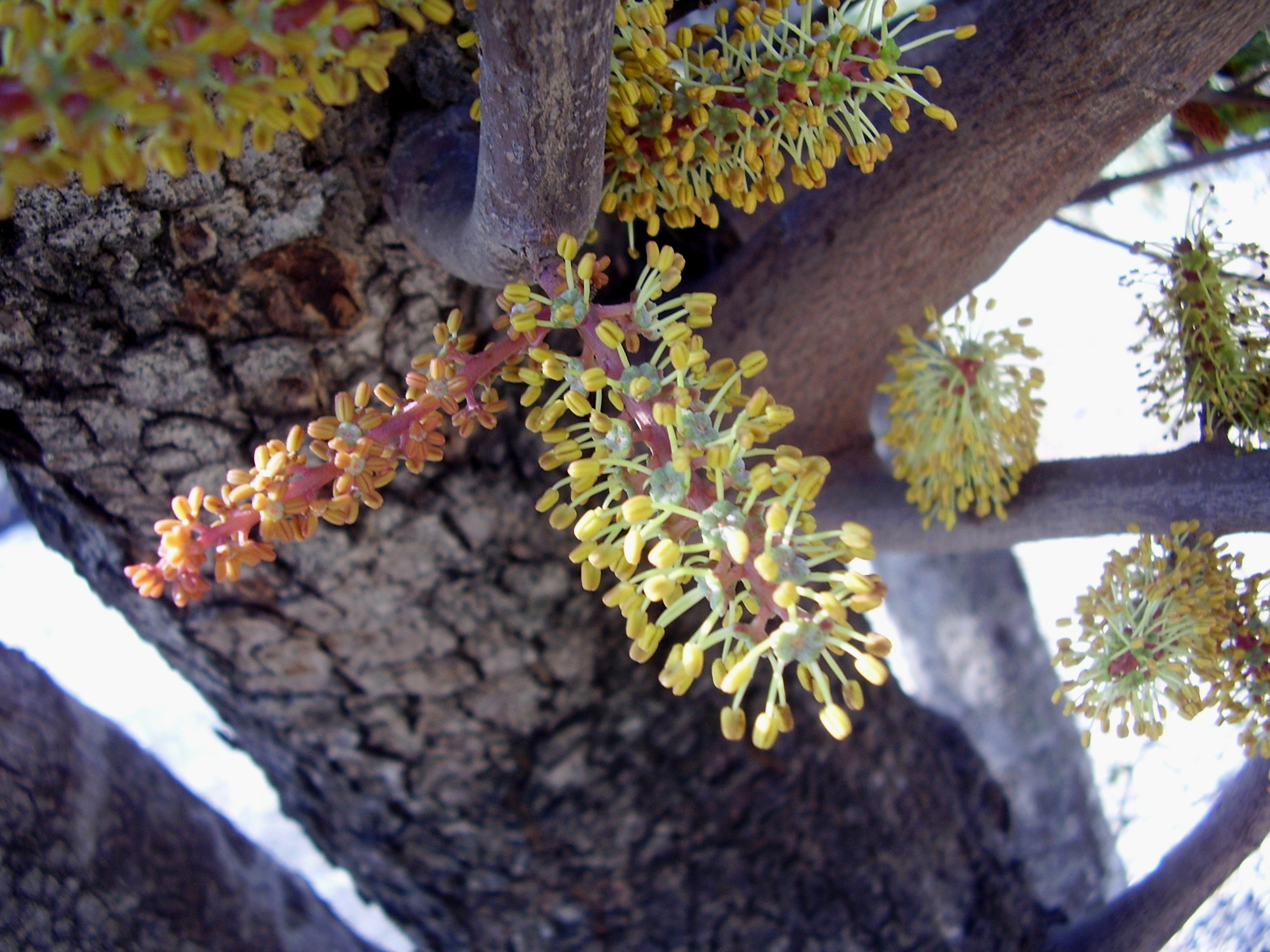
Hím ivarú virágzata (Izrael)
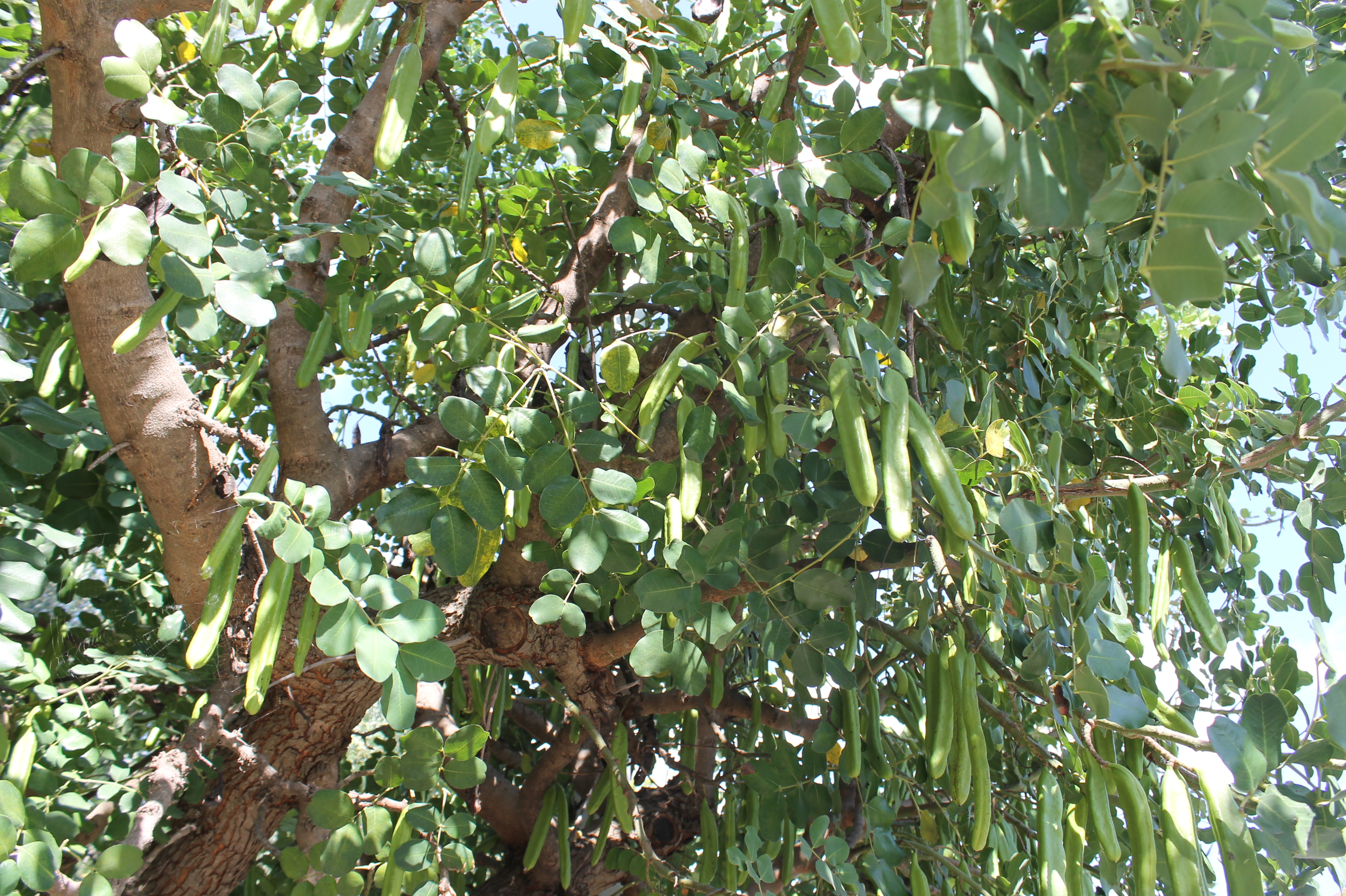
Olaszországi példány közelebbről: kéreg, ágak, levelek, termések
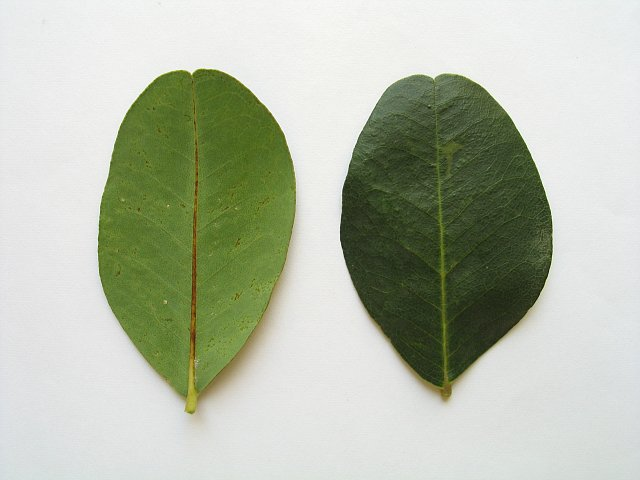
Levélkéi (balra a fonák oldal, jobbra a szín oldal)
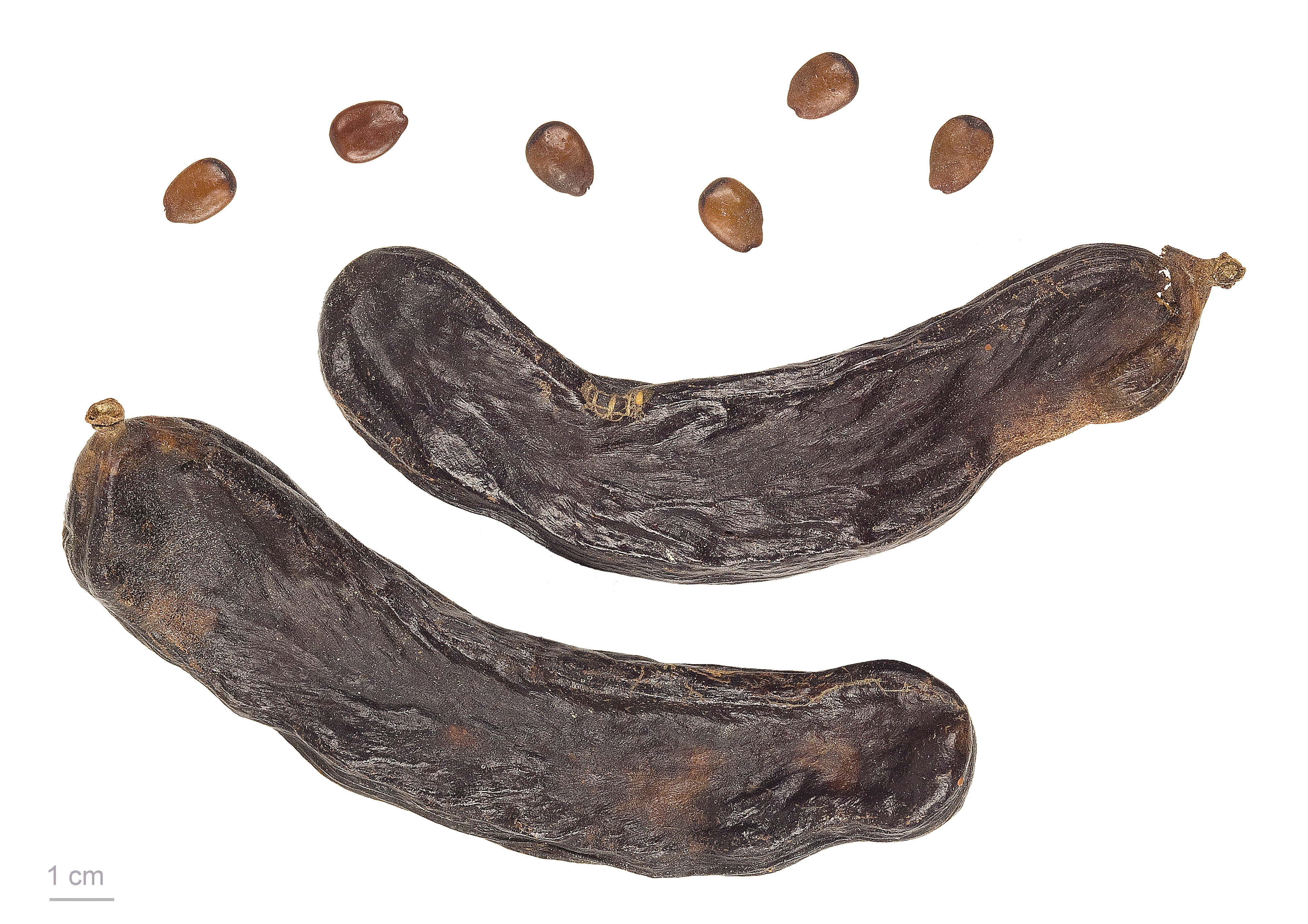
Száraz termései és magvai a toulouse-i múzeum gyűjteményében
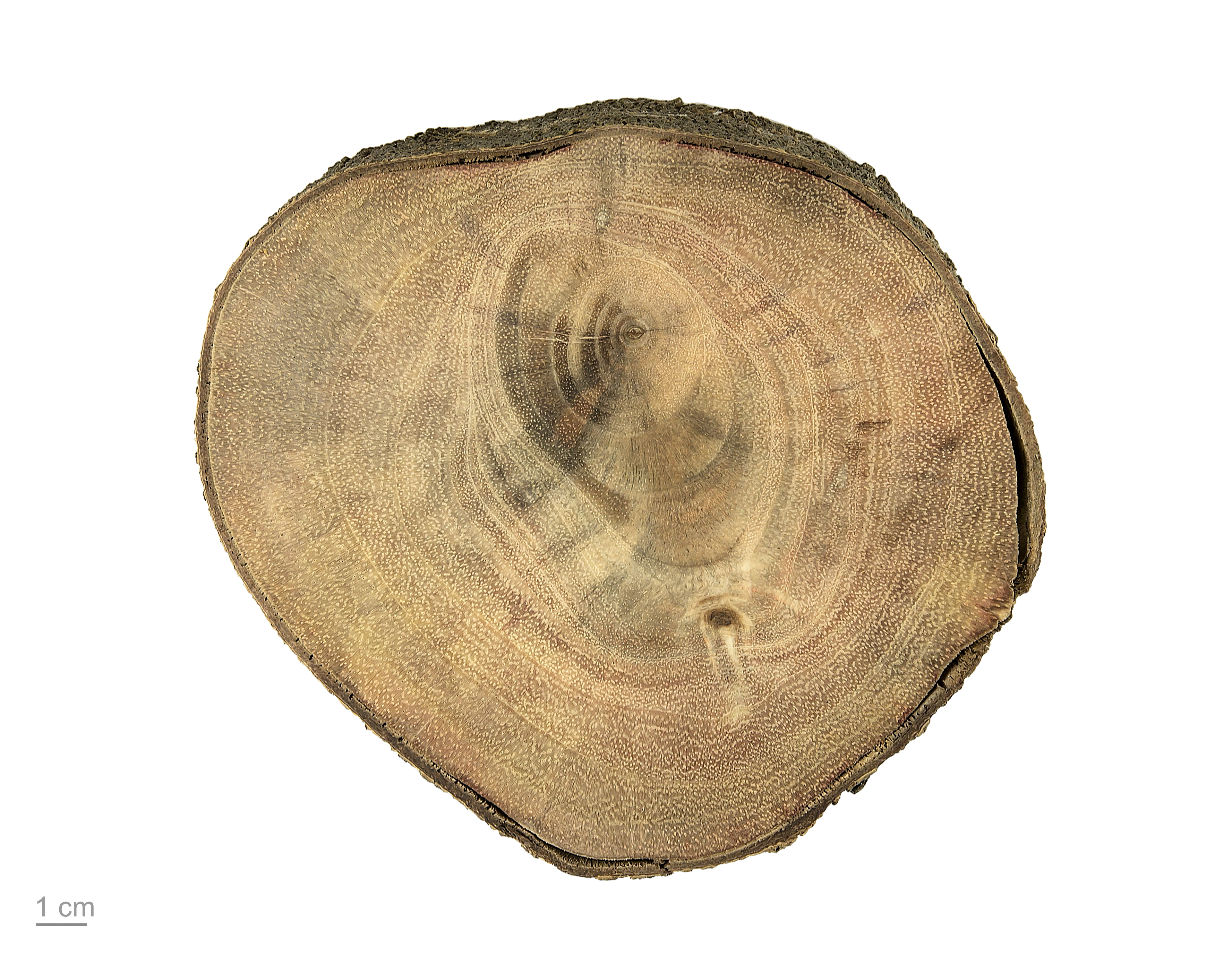
Fája a toulouse-i múzeum gyűjteményében
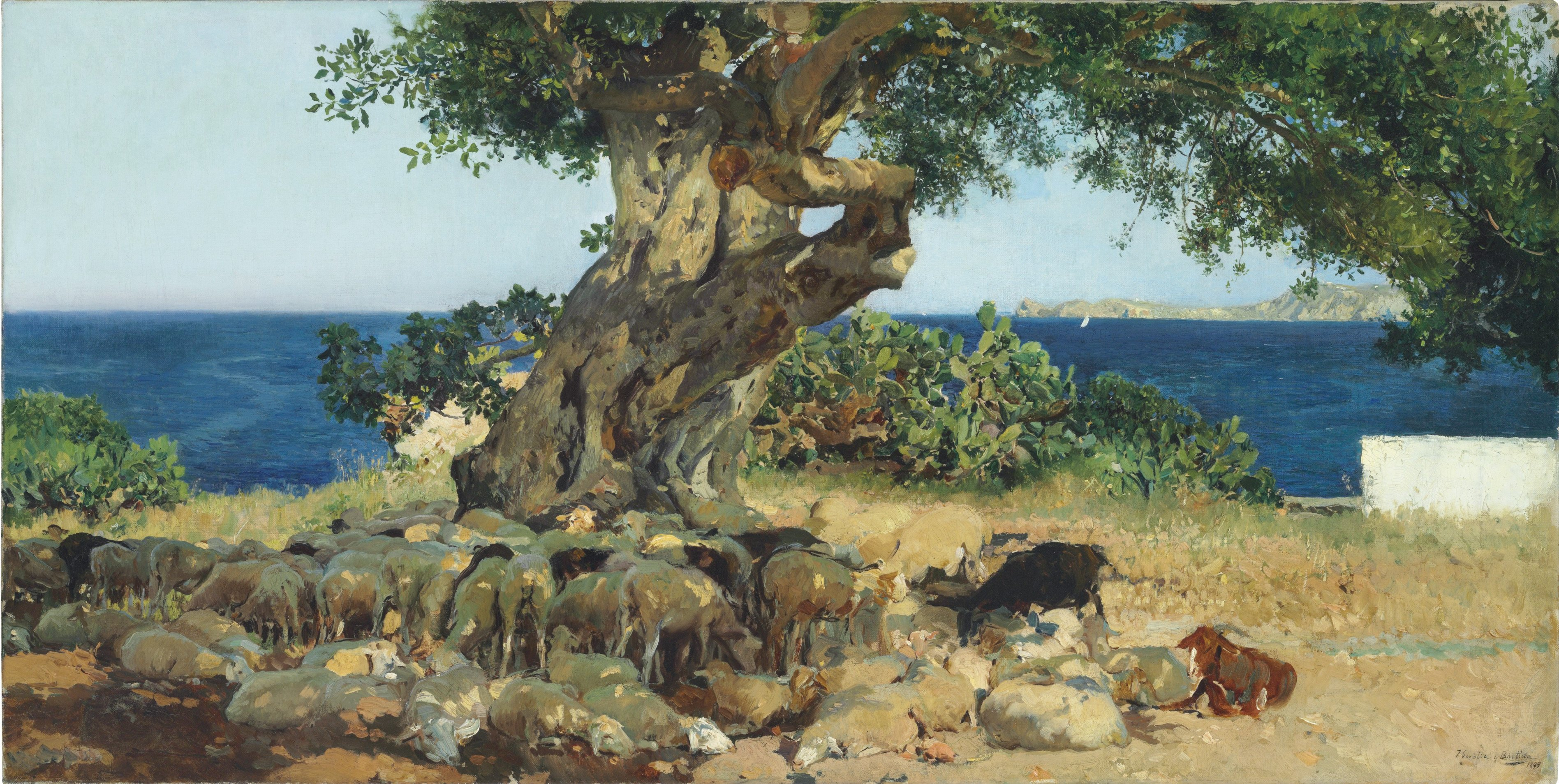
Joaquín Sorolla Szentjánoskenyérfa című festménye (1899)